# Kenneth Rogoff
Kenneth Saul Rogoff (Rochester, 12 marzo 1953) è un economista e scacchista statunitense.

## Biografia
Conseguì un M.A. Summa cum laude alla Yale University nel 1975 e un Ph.D.  in economia al Massachusetts Institute of Technology nel 1980. Ha lavorato al Fondo Monetario Internazionale, del quale è stato capo economista nel 2001-2003, ed ha fatto parte del consiglio di amministrazione del Federal Reserve System. È stato professore di affari economici internazionali all'Università di Princeton ed attualmente è professore di economia all'Università di Harvard.
Nel 2013 si trovò al centro dell'attenzione internazionale quando un suo scritto Growth in a Time of Debt, scritto assieme a Carmen Reinhart, sostenne la tesi secondo cui un debito nazionale superiore a una certa soglia (da loro individuata, per via empirica, nella misura percentuale del 90% del Prodotto interno lordo) sarebbe causa di recessione. Lo studio ha avuto una grande influenza nel fornire basi teoriche a misure di politica economica improntate alla cosiddetta "austerità espansiva" nel frangente della Grande recessione degli anni 2000/2010.
Citatissimo da esponenti politici, fu presto criticato per la presenza di errori metodologici che ne mettevano in dubbio la validità, oltre che per essere inficiato perfino da banali errori di calcolo nel foglio Excel utilizzato dai due autori.Secondo Krugman ("The Excel depression", April 18 2013) tali errori furono trovati da uno studente di dottorato dell'Università di Amherst in Massachusetts.I tassi di crescita medi dei paesi a elevato debito non sarebbero -0,1% ma bensì + 2,2% Rogoff e Reinhart replicarono che, anche dopo aver corretto gli errori di codifica indicati dai loro critici, le conclusioni della loro analisi rimanevano corrette.  È membro del Gruppo dei Trenta.

## Carriera scacchistica
Rogoff imparò gli scacchi a sei anni da suo padre e a 14 anni, dopo aver vinto il campionato open dello Stato di New York, ottenne il titolo di Maestro della United States Chess Federation. A 16 anni interruppe gli studi scolastici per concentrarsi unicamente sugli scacchi. Nel 1969 vinse il campionato statunitense juniores e in seguitò partecipò a molti tornei in Europa.
Nel 1970 fu prima scacchiera della squadra statunitense che vinse ad Haifa la 17ª edizione dell'olimpiade degli studenti. Nel 1971 si classificò terzo ad Atene nel Campionato del mondo juniores e nel 1975 fu secondo, dietro a Walter Browne, nel Campionato statunitense. Fu pari primo nei tornei di Norristown nel 1973 e di Orense nel 1976. Ottenne il titolo di Maestro Internazionale nel 1974 e di Grande maestro nel 1978.
Ha al suo attivo patte contro gli ex campioni del mondo Michail Tal' e Tigran Petrosyan. Nel 2012 pattò una partita blitz contro Magnus Carlsen.